# Lucicutia macrocera
Lucicutia macrocera är en kräftdjursart som beskrevs av Georg Ossian Sars 1920. Lucicutia macrocera ingår i släktet Lucicutia och familjen Lucicutiidae. Inga underarter finns listade i Catalogue of Life.